# Grötö, Öckerö kommun

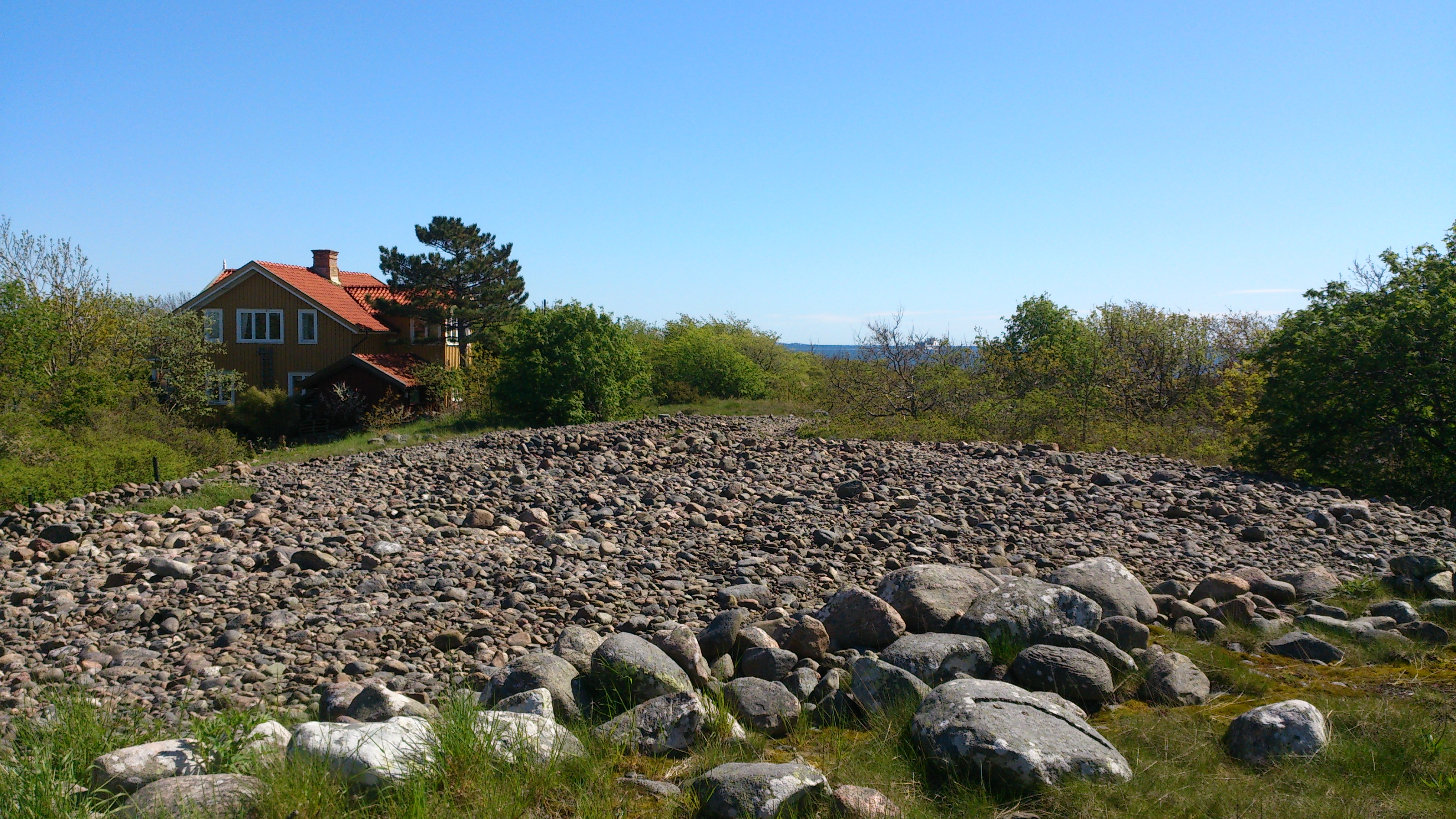
Klapperstensfält på Grötö.

Grötö är en ö och en småort i Öckerö kommun i Bohuslän.
På öns norra ände finns Grötö Knötens naturreservat med en av Bohusläns få sandstränder och längs öns västkust sträcker sig en rullstensås. Personfärja går från Björkö. I stora hamnen finns även en kiosk som är öppen under sommaren och en gästhamn där man kan ligga med båt. Finns även både sandstrand och klippor med stege i anknytning till hamnen.

## Namnet
Namnet återfinns redan 1544 i namnformen Grödö[e]n, Grödtöe 1586, Gröt(h)öö 1659-1758 och Grötö 1811. Betydelsen är det västsvenska gröt, "sten, stenrammel", med vilket här åsyftas den sandmorän av grov klappersten och grova block som finns på öns västra sida.

## Samhället och hamn
Både Göteborg Grötö Segelsällskap och Grötö Kappseglingsklubb har Grötö som hemmahamn. 
Grötö har en gästhamn, trots att denna inte finns utmärkt på många sjökort. Hamnen ligger i viken på öns östra sida.
Mitt på ön ligger fritidsanläggningen Västerhav, med stuguthyrning och restaurang.

## Grötö på TV
På Grötö utspelade sig 2013–14 TV 4:s programserie Mia på Grötö med Mia Skäringer (ej boende på Grötö) och kända gäster.